# Fritz Frech
Fritz Frech (ur. 17 marca 1861 w Berlinie, zm. 28 września 1917 w Aleppo) – niemiecki geolog, profesor Uniwersytetu Wrocławskiego.

## Życiorys
Studia geologiczne odbył na uniwersytetach berlińskim, kończąc je w 1885 doktoratem poświęconym koralowcom górnego dewonu. Dwa lata później uzyskał habilitację na Uniwersytecie w Halle mając zaledwie 26 lat. W 1893 został profesorem geologii, a w 1897 także dyrektorem  Instytutu Geologii i Paleontologii (od 1902 Instytut Geologii) Uniwersytetu Wrocławskiego  i był nim do 1917. W czasie I wojny światowej służył w armii niemieckiej i udał się jako ekspert-geolog do Syrii wraz z niemieckim kontyngentem. W Syrii zachorował na malarię i zmarł.
Był autorem blisko 100 prac naukowych. Głównymi tematami badawczymi Frecha z zakresu paleontologii były koralowce dewonu oraz amonitowate dewonu i triasu.
Opublikował też monografie poświęcone budowie Alp Karnickich (1894) oraz o budowie Śląska, w tym Sudetów. Przeprowadził też studia nad historią trzęsień ziemi na Śląsku i nad tektoniką glacjalną Śląska.
Bardzo liczne prace poświęcił Frech geologii złożowej Niemiec, pisząc o ropie naftowej, rudach żelaza, węglu kamiennym i solach w Niemczech i okolicach.

## Wybrane publikacje F. Frecha
- Lethaea geognostica, 1. Theil, Lethaea palaeozoica, 2. Bd., 1. Lief. Stuttgart, 1897.
- Fossilium Catalogus, Ammoneae Devonicae, 1913
- Der Kriegsschauplatz in Armenien und Mesopotamien, 1916 PDF w Internet Archive